# جيسي نيلسون (ممثل)
جيسي نيلسون هو ممثل كندي، ولد في 9 ديسمبر 1977 في كندا، وتوفي في 25 أبريل 2003 في كندا.

## وصلات خارجية
- جيسي نيلسون على موقع IMDb (الإنجليزية)
- جيسي نيلسون على موقع أول موفي (الإنجليزية)
- جيسي نيلسون على موقع قاعدة بيانات الأفلام السويدية (السويدية)
- جيسي نيلسون على موقع قاعدة بيانات الفيلم (الإنجليزية)